# Wyn Davies
Wyn Davies (Caernarfon, Gales; 20 de marzo de 1942 – 17 de julio de 2025) fue un futbolista galés que jugó en la posición de delantero.

## Carrera

### Club
| Periodo   | Club                         |
| --------- | ---------------------------- |
| 1959      | Locomotive Llanberis FC      |
| 1959–1960 | Caernarfon Town FC           |
| 1960–1962 | Wrexham AFC                  |
| 1962–1966 | Bolton Wanderers FC          |
| 1966–1971 | Newcastle United FC          |
| 1971–1972 | Manchester City FC           |
| 1972–1973 | Manchester United FC         |
| 1973–1975 | Blackpool FC                 |
| 1975      | → Crystal Palace FC (cedido) |
| 1975–1976 | Stockport County FC          |
| 1976–1978 | Crewe Alexandra FC           |
| 1978–1979 | Bangor City FC               |
| 1979      | Cape Town City               |

### Selección nacional
Davies jugó para Gales en 34 ocasiones y anotó seis goles desde su debut en 1963 hasta su último partido internacional el 26 de septiembre de 1973 ante Polonia en Katowice.

## Logros
- Copa de Ferias (1): 1968/69
- FA Charity Shield (1): 1972/73[7]